# Секретарша (фильм)
«Секретарша» (англ. Secretary) — фильм режиссёра Стивена Шейнберга. Фильм вышел на экраны в США 11 января 2002 года, в российский прокат — 13 января 2002 года. Фильм имеет рейтинг MPAA R.

## Сюжет
Ли Холловэй, легко смущающаяся, привлекательная девушка с ярко выраженными мазохистскими наклонностями, выписывается из больницы, куда попала из-за самоповреждений, обучается печатать и устраивается секретаршей к мистеру Грэю. Грэй не любит компьютеры и сообщает Ли, что работать ей придётся на пишущей машинке.
Сперва Грэй кажется раздражённым ошибками новой секретарши, но через некоторое время становится понятно, что он сексуально возбуждается от её подчинения. Грэй приказывает Ли прекратить самоповреждения и начинает практиковать с ней БДСМ. Ли сильно влюбляется в Грэя, но он сам периодически стыдится своей связи с ней. После очередной БДСМ-сессии он увольняет Ли.
Параллельно с отношениями с Грэем, Ли пытается встречаться со старым знакомым ещё со школы Питером, после увольнения она соглашается выйти за него замуж. Однако Ли сбегает с примерки свадебного платья и отправляется в кабинет Грэя, где объясняется ему в своей любви. Грэй решает испытать Ли и приказывает сесть на кресло, положить руки на стол и не двигаться, пока он не вернётся. Спустя три дня Эдвард Грэй возвращается в офис и забирает Ли к себе домой, после чего женится на ней.

## В ролях
| Актёр            | Роль               |
| ---------------- | ------------------ |
| Мэгги Джилленхол | Ли Холлоуэй        |
| Джеймс Спейдер   | мистер Эдвард Грэй |
| Джереми Дэвис    | Питер              |
| Лесли Энн Уоррен | Джоан Холловэй     |
| Стивен Макхэтти  | Берт Холловэй      |
| Патрик Бошо      | доктор Туордон     |
| Джессика Так     | Триша О’Коннор     |
| Оз Перкинс       | Джонатан           |
| Эми Локейн       | сестра Ли          |

## Награды
За роль Ли Холловэй Мэгги Джилленхол получила номинацию на Золотой глобус за лучшую женскую роль (комедия или мюзикл).